# Escala relativa
La escala relativa hace alusión a una escala mayor íntimamente relacionada con una escala menor. Se trata de una escala mayor que comparte con otra menor la misma armadura de clave, es decir, las mismas alteraciones.

## Características
Las escalas relativas se encuentran a distancia de tono y medio; o, lo que es lo mismo, tres semitonos o tercera menor. De este modo, do mayor y la menor son relativas, sol mayor y mi menor son relativas, etc.
La tónica de la relativa mayor es el tercer grado o mediante de la relativa menor, mientras que la tónica de la relativa menor es el sexto grado o superdominante de la relativa mayor.
Según los modos griegos cuando se toca una escala musical a partir del primer grado esta recibe el nombre de modo jónico o mayor pero cuando se toca la misma escala a partir de los demás grados 2,3,4, etc. la escala entra en una etapa de transición en la que no se define exactamente como mayor ni como menor, excepto al llegar al sexto grado, que es cuando la escala se define como modo eólico o menor. Ejemplos:
Do mayor jónico: 1do, 2re, 3mi, 4fa, 5sol,6la, 7si, 1do
La menor eólico: 6la, 7si, 1do, 2re, 3mi, 4fa, 5sol, 6la
Nota: el número antes de la nota representa el grado que le corresponde a cada una en la escala.

## Tipos

### Escala relativa mayor
La escala relativa mayor o simplemente la relativa mayor, es aquella escala mayor que comparte la misma armadura de clave que una escala menor, es decir, la misma cantidad de sostenidos o bemoles. 

### Escala relativa menor
La escala relativa menor o simplemente la relativa menor, es aquella escala menor que comparte la misma armadura de clave que una escala mayor, es decir, la misma cantidad de sostenidos o bemoles. 
La escala menor tiene por tónica la superdominante de la escala mayor relativa.
Se observara también que la armadura de la clave es común a estas dos escalas.